# Walentin Czernikow
Walentin Michajłowicz Czernikow (ros. Валентин Михайлович Черников; ur. 1 kwietnia 1937 w Erywaniu, zm. 5 stycznia 2002 w Niżnym Nowogrodzie) – rosyjski szpadzista reprezentujący ZSRR, brązowy medalista olimpijski i trzykrotny medalista mistrzostw świata.
Na igrzyskach olimpijskich w Melbourne w 1956 roku był piąty w zawodach drużynowych. Na rozgrywanych cztery lata później igrzyskach olimpijskich w Rzymie reprezentacja ZSRR w składzie: Guram Kostawa, Bruno Habārovs, Arnold Czernuszewicz, Walentin Czernikow i Aleksandr Pawłowski zdobyła brązowy medal. W obu przypadkach w rywalizacji indywidualnej nie startował.
Podczas mistrzostw świata w Budapeszcie w 1959 roku wspólnie z Bruno Habārovsem, Arnoldem Czernuszewiczem, Guramem Kostawą i Witalijem Chodosowskim zdobył srebrny medal w zawodach drużynowych. W rywalizacji drużynowej zdobył również złoty medal na mistrzostwach świata w Turynie (1961) oraz brązowy na mistrzostwach świata w Buenos Aires (1962).
Po zakończeniu kariery pracował jako trener w Erywaniu. W 1960 odznaczony Medalem „Za pracowniczą wybitność”.